# چوی کیو جین
چوی کیو جین (کره‌ای: 최규진؛ زادهٔ ۱۲ مارس ۱۹۹۶) بازیگر اهل کره جنوبی است. او بیشتر به خاطر ایفای نقش در مجموعه‌های تلویزیونی کلاس دروغ‌ها و شراکت شناخته می‌شود.

## فیلم‌شناسی

### مجموعه تلویزیونی
| سال  | عنوان                   | نقش            | منابع       |
| ---- | ----------------------- | -------------- | ----------- |
| ۲۰۱۳ | نابغه تبلیغاتی لی ته بک | جوانی لی ته بک |             |
| ۲۰۱۷ | باشگاه انتقام جویان     | کیم هی سو      |             |
| ۲۰۱۹ | دلقک تاجدار             | شین یی کیوم    | [ ۲ ]       |
| ۲۰۱۹ | کلاس دروغ‌ها             | لی گی هون      |             |
| ۲۰۲۰ | شراکت                   | یو هه جون      | [ ۳ ] [ ۴ ] |

## جوایز و نامزدی‌ها
| سال  | مراسم جوایز                    | دسته                      | اثر نامزد شده | نتیجه    | منابع |
| ---- | ------------------------------ | ------------------------- | ------------- | -------- | ----- |
| ۲۰۲۰ | سی و نهمین جوایز درامای ام‌بی‌سی | بهترین بازیگر تازه‌کار مرد | شراکت         | نامزدشده | [ ۵ ] |